# PFA Pension
PFA Pension, oprindeligt Pensionsforsikringsanstalten, er Danmarks største pensionsselskab, som forvalter investeringsmidler for over 600 milliarder kroner og har ca. 1200 medarbejdere.
Der er ca. en million kunder i pensionsselskabet. Ved udgangen af 2016 udgjorde egenkapitalen 5,3 milliarder kroner, og KundeKapital udgjorde 28,8 milliarder kroner. Derudover samarbejder PFA med en række banker, som gennem Letpension sælger PFA's pensionsprodukter til privatkundemarkedet. Her har man oplevet en markant stigning i forretningsomfanget, som ved udgangen af 2016 rundede 6 mia. kroner. Endelig indgår PFA i et tæt samarbejde med en række faglige organisationer om pensionsordninger, og eksempelvis er FunktionærPension i dag ejet af PFA.

## Historie
Historien går tilbage til 1917, hvor en række arbejdsgiverorganisationer og funktionærforeningen går sammen for at danne et selvstændigt pensionsselskab med almennyttigt formål.
Ambitionen er at sikre medarbejdere og deres familier økonomisk tryghed, når de bliver for gamle til at arbejde, eller hvis de bliver uarbejdsdygtige. Desuden skal medarbejderne have mulighed for at flytte arbejdsplads uden at miste deres pensionsordning. Det fører til dannelsen af Pensionsforsikringsanstalten, Aktieselskab, som PFA oprindeligt hed.
Selskabet får hurtigt over 800 enkeltvirksomheder som kunder, men derefter går udviklingen i stå. På grund af depressionen i 1930’erne tøver arbejdsgiverne med at oprette pensionsordninger for medarbejderne. Til gengæld ønsker medarbejderne den økonomiske tryghed, som en pensionsordning giver.
Pensionsforsikringsanstalten har i første omgang til huse i en seksværelses lejlighed på Vesterbrogade 65 i København. Der går ikke lang tid, før lejligheden er for lille. Efter nogle år med skiftende adresser overtager PFA ejendommen på Hammerensgade 6.
Øget konkurrence
I årene fra 1946-1960 er der ingen egentlig markedsføring af PFA’s produkter. Derimod gør man meget ud af at påvirke den politiske debat for at tjene kundernes interesse. Derved opnår PFA blandt andet at få knyttet de nye indekskontrakter til allerede eksisterende forsikringer. I et årstidsskrift udgivet af selskabet er der en artikel om det etiske dilemma ved at benytte sig af dørsælgere. PFA vil helst informere om sine produkter gennem foredrag og artikler, så den personlige påvirkning indskrænkes til det mindst mulige. Konkurrencen bliver i perioden øget, og der bliver derfor gennemført en vedtægtsændring, der åbner for annuitetsforsikring og en blandet livs- og kapitalforsikring.
I 1963 dør bestyrelsesformand Emil C. Hertz 85 år gammel. Han har i 46 år været formand for PFA. I 1964 kan den nye formand, Aage Lommer på generalforsamlingen fortælle om en tilgang på knap 78 millioner kroner. Det er den største tilgang nogensinde på dette tidspunkt.
I perioden 1961-1975 begynder forkortelsen PFA at optræde på forsiden af Pensionsforsikringsanstaltens årlige tidsskrift. Tidsskriftet begynder samtidig at udkomme flere gange om året i en erkendelse af, at pension ikke er nemt tilgængelig. I samme periode finder IT så småt vej til PFA. Der bliver bl.a. indkøbt en IBM 1620 maskine, der skal anvendes til vanskelige beregninger. Hulkortene eksisterer side om side med de nye IT-tiltag, og der går mange år, før de bliver afskaffet.
Da ungdomsoprøret i slutningen af tresserne og begyndelsen af halvfjerdserne ruller over Danmark, sker der et opbrud i de traditionelle familie- og samlivsformer. PFA er med på stikkerne og tilbyder større individuel valgfrihed inden for rammerne af den obligatoriske ordning.
I 1976-1990 er PFA Pension i forreste række, når det handler om at varetage kunderne og pensionsopsparernes interesser. PFA Pension får tilnavnet ”Pensionsvogteren”, og i brochurematerialet præsenterer man sig, som ”en virksomhed man ikke kan undgå at have en mening om”. På samme tidspunkt bliver koncernen opdelt i flere datterselskaber - hovedsædet flyttes til Sundkrogsgade på Østerbro, hvor det ligger i dag. Samtidig bliver der investeret i IT for at gøre selskabet konkurrencedygtigt. Også navnet ændres. Nu er det forkortelsen, som bliver kernen i det officielle navn; ”PFA Pension”. På det tidspunkt er PFA klassens frække dreng, der i flere reklamer åbenlyst driller konkurrenten Danica. En strategi der giver succes - i begyndelsen af 1990’erne ligger halvdelen af alle firmapensioner i Danmark hos PFA.
I slutningen af 1990’erne åbner PFA hjemmesiden pfa.dk. Hjemmesiden skal sikre, at der altid er information til rådighed for alle, der er interesseret i pension. Væksten er voldsom i denne periode, og det giver en lang sagsbehandlingstid. Det er også på det tidspunkt, at selskabet udsættes for milliard-bedrageri, da daværende direktør i PFA Rasmus Trads og byggematadoren Kurt Thorsen fabrikerer falske lånegarantier.
PFA tæt på kollaps
I forbindelse med de dramatiske aktiekursfald i kølvandet på terrorangrebene på World Trade Center 11. september 2001 står PFA overfor voldsomme tab. På få dage taber pensionsselskabet mere end 24 milliarder kroner. En stor del af PFA's portefølje består af aktier, som oplever store kursfald i de efterfølgende måneder. Konsekvensen bliver, at PFA i adskillige uger i efteråret 2001 er ved at lukke på grund af insolvens, og der er ingen umiddelbar mulighed for at rejse kapital som konsekvens af det voldsomme tab og usikkerheden på de finansielle markeder.
Pensionsselskaber er underlagt myndighedsovervågning, der opstiller klare regler for kapitalstyrke m.v. I den forbindelse skal et pensionsselskab altid overholde solvenskrav. Solvenskrav skal sikre, at pensionsselskabet til enhver tid kan honorere sine nuværende og fremtidige forpligtelser overfor kunderne.
I 2001 er PFA således tæt på at blive sat under administration af de danske myndigheder, da de store investeringstab har udhulet PFA’s kapitalgrundlag.
Det vigtigste konkurrenceparameter i den danske pensionssektor er på dette tidspunkt den garanterede ydelse. Når en virksomhed eller en organisation skal vælge en pensionsleverandør, foretager man ofte en sammenligning af, hvor stor garanteret ydelse kunderne kan få. Den, der tilbyder den højeste garanterede ydelse, bliver valgt som ny pensionsleverandør. Med andre ord: Konkurrencen på det danske pensionsmarked har historisk fokuseret på en garanteret ydelse i pensionsopsparingsproduktet i form af et gennemsnitsrenteprodukt, hvor den enkelte pensionskunde bliver garanteret en fremtidig ydelse ved at indbetale til en pensionsordning i selskabet.
Udover det store investeringstab i 2001 er branchen generelt udfordret af den faldende rentekurve. Rentekurven har været nedadgående de foregående ti-tyve år, hvilket har forøget de fremtidige forpligtelser.
PFA's gennemsnitsrenteproduktet gør virksomheden sårbar overfor afkast- og rentebevægelser. PFA er således i 2001 ramt af både tab på aktiv-siden og stigninger på passiv-siden, samt- stort pres på kapitalgrundlaget, som er tæt på at være utilstrækkeligt.
2001 bliver året, hvor Henrik Heideby afløser André Lublin på posten som CEO og koncernchef.
KundeKapital
Efter krisen i 2001 skaber PFA produktet ”KundeKapital”. Produktet etableres som en gave fra ejerne til kunderne, hvor 4,8 milliarder- af egenkapitalen bliver konverteret til Kollektiv KundeKapital, der indgår fuldt ud i kapitalgrundlaget. Dermed forbliver solvensen uændret. Samtidigt bliver pensionskunder tilbudt, at 5 % af deres indbetalinger fremover kan indsættes på et Individuel KundeKapitaldepot, som den enkeltes eget depot. Depotet indgår fuldt ud i kapitalgrundlaget. Dette betyder, at en større og større del af kundernes depoter omfattes af en væsentlig større risiko for tab.
Det individuelle KundeKapital depot indgår i den enkeltes pensionsopsparing og bliver udbetalt i forbindelse med pensionering. Den Kollektive KundeKapital står som bufferkapital til at forrente Individuel KundeKapital. Det betyder, at forrentningen på den enkeltes KundeKapital depot over en årrække kan opretholdes over det markedsmæssige afkast på KundeKapital. Kollektiv KundeKapital bliver således udfaset på sigt ved at blive konverteret til Individuel KundeKapital.
Kapitalgrundlaget er uændret af fordelingen mellem Kollektiv og Individuel KundeKapital- men bliver større og større i takt med indbetalinger på det individuelle KundeKapital depot samt det markedsmæssige afkast på KundeKapital.
KundeKapital produktet er nu udbredt til næsten alle kunder, og PFA har dermed sikret sig en bæredygtig udvikling i kapitalstyrken via KundeKapital. Det giver mulighed for at investere mere risikovilligt og dermed skabe et større afkast til kunderne, idet investeringsstrategien optimeres i forhold til sandsynligheden for insolvens, hvilket igen afhænger af kapitalgrundlagets størrelse.
Med indbetalinger til et KundeKapital depot bliver den enkelte kunde automatisk ejer af basiskapitalen og kan dermed betragtes som en slags ejer af PFA. Dog ikke i juridisk forstand.
Forretningsmodellen opfordrer til-, at prissætningen på produkterne skal være så lav som mulig for at skabe værditilvækst til kunderne. KundeKapital muliggør yderligere, at de ”normale” ejeres betaling for at stille risikovillig kapital til rådighed i stedet tilfalder KundeKapital, hvormed kunderne modtager betalingerne.
Det sikrer, at egenkapitalen i PFA ikke udvikler sig til en stor pengetank med herreløse penge, da forrentningen uanset størrelse altid vil falde tilbage til kunderne via KundeKapital. Der følger selvfølgelig også en risiko med KundeKapital, som i tilfælde af tab skal dække disse sammen med egenkapitalen.
KundeKapital har sikret en sund udvikling i kapitalgrundlaget sammen med toplinjevækst, og i dag er PFA Pension blandt de mest solide i branchen.
KundeKapital forøges løbende ved overførsel af afkast fra kundernes depoter, herunder også fra de kunder, der ikke har/kan få kundekapital.
Allan Polack overtager i 2015 posten som CEO fra Henrik Heideby.

## Ejerforhold
PFA er ejet af PFA Holding, der også blev stiftet i 1917. Selskabet har stadig den oprindelige udbyttebegrænsning på maksimalt fem procent af aktiekapitalen på en million kroner. Det svarer til 50.000 kr. PFA-Fonden ejer 49 procent af aktierne i PFA Holding. Hovedparten af de resterende aktier er ejet af arbejdsgiver- og arbejdstagerorganisationer samt enkelte virksomheder, hvis medlemmer og medarbejdere er kunder i PFA.
Da PFA har denne udbyttebegrænsning, er der ingen krav om et løbende afkast til ejerne. Af vedtægterne fra 1917 fremgår det, at overskuddet udover aktierenten skal tilfalde de forsikrede som bonus. I de nugældende vedtægter fra 2013 er dette krav fjernet, idet §15.1 blot lyder: Selskabets midler skal anbringes på en måde, der efter bestyrelsens skøn tjener til fremme af selskabets virksomhed og §17.3 kun opretholder kravet om udbyttebegrænsning.
Produktstrukturen med gennemsnitsrenteproduktet medfører, at vækst kræver stigende kapitalgrundlag. En del af værditilvæksten skal bruges til at gøre egenkapitalen større, så man kan opretholde det nødvendige kapitalgrundlag.
Ejerskabet afspejles i et tæt samarbejde med en række faglige organisationer om pensionsordninger.
PFA har overtaget flere andre pensionskasser:
- Funktionærpension i 2012, der samler 100.000 medlemmer fra HK/Danmark[3]
- Pensionskassen for Apotekere og Farmaceuter i 2015 fra FarmaPension[4]
- Bankpension blev i 2016 fusioneret ind i PFA, som derved blev tilført omkring 17.000 nye privatkunder.[5]

## Investeringer
Siden begyndelsen i 1917 har obligationer været PFA's vigtigste investeringsobjekt. Men efter Anden Verdenskrig får PFA mulighed for at give lån i fast ejendom og at investere i aktier.
PFA’s bestyrelse fastlægger den overordnede investeringsstrategi. I strategien udstikkes rammerne for, hvordan investeringerne skal være fordelt på forskellige typer af investeringer. Som en integreret del af investeringspolitikken har PFA indarbejdet et sæt etiske retningslinjer og en Corporate governance politik.
Der er ca. en million kunder i pensionsselskabet. Der blev i 2016 indbetalt 31,8 milliarder kroner, mens pensionsselskabet udbetalte 17,2 milliarder kroner. I 2010 blev investeringsforvaltningen udskilt af PFA Pension (siden 2014 i PFA Asset Management). Transformationen af investeringsafdelingen gør, at kapitalforvaltning i dag bliver udbudt som et produkt i markedet til institutionelle investorer og enkeltpersoner. Samtidig er det blevet muligt for enkeltpersoner at købe investeringsbeviser i investeringsforeningen, PFA Invest. Seneste skud på stammen er etableringen af PFA Bank, der markedsfører og sælger PFA Invests produkter til privat- og erhvervskunder.
I 2019 frasolgte PFA syv mindre investeringer grundet deres høje kuldioxid-udledning.